# کشاورزی گسترده

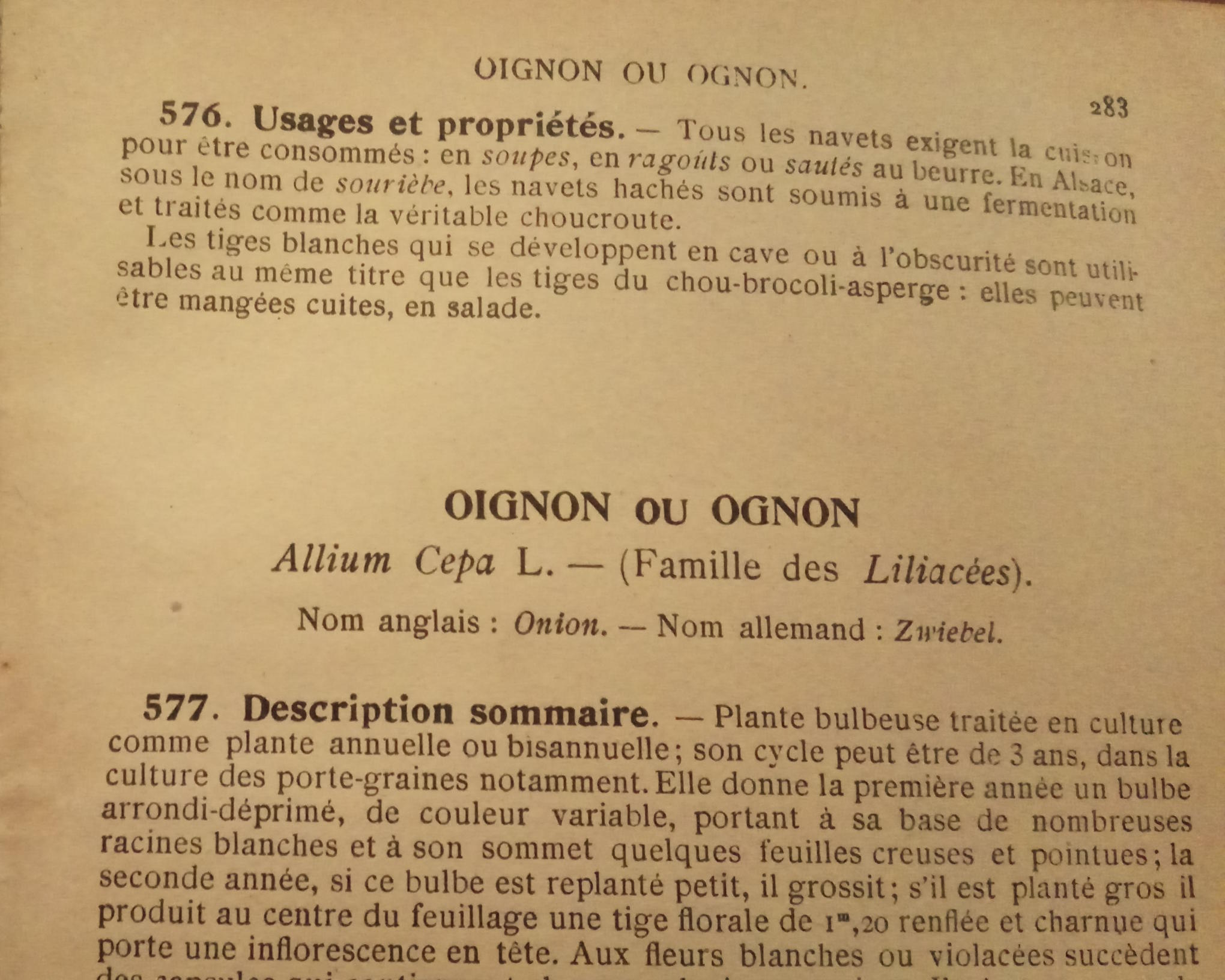
«اوگنون» صفحه 283 دایره المعارف دانش کشاورزی - جی ورگر - کشت سبزیجات - هاچت

کشاورزی گسترده یا زراعت گسترده (به‌عنوان متضاد با کشاورزی فشرده) گونه‌ای از کشاورزی است که نیروی انسانی، کود و سرمایه اندکی به نسبت میزان زمینی که کشت می‌شود (معمولاً بزرگ) در آن استفاده می‌شود.
کشاورزی گسترده بیشتر به پرورش گوسفند و گاو در مناطق کم‌بهره‌وری و ناحاصلخیز اشاره دارد، اما همچنین می‌تواند به کشت‌هایی که در مناطق گسترده‌ای انجام می‌شوند مانند گندم و جو، دانه‌های روغنی و دیگر غلات اشاره داشته‌باشد. در این مناطق با توجه فقر خاک، بازده هر هکتار بسیار پایین است اما مسطح‌بودن زمین و بزرگی کشتزار به معنای تولید بالا به‌نسبت نیروی انسانی مورد استفاده می‌باشد. دامداری عشایری یک نمونه افراطی از کشاورزی گسترده‌است که در آن دامداران، دام‌های خود را برای استفاده از علوفه فصلی در مناطق گوناگون به حرکت درمی‌آورند.